# NEE-02 Krysaor
NEE-02 Krysaor (comúnmente llamado solo Krysaor) es el segundo satélite ecuatoriano. Es un nanosatélite de la estructura CubeSat que sirve como demostrador tecnológico construido por la Agencia Espacial Civil Ecuatoriana (EXA). Krysaor es una nave de la clase Pegasus, un "gemelo" del primer satélite de Ecuador, NEE-01 Pegaso. Al igual que Pegaso, los instrumentos de Krysaor incluyen una cámara y una cámara infrarroja qué permite al satélite poder tomar imágenes y transmitir vídeo en vivo desde el espacio.
El lanzamiento satelital fue el 21 de noviembre del 2013, el mismo año que se lanzó NEE-01 Pegaso (primer satélite ecuatoriano).
NEE-02 Krysaor fue lanzado desde la Base Aérea de Dombarovsky en el Óblast de Oremburgo, Rusia, a bordo del cohete Dnepr.